# Taco (madera)

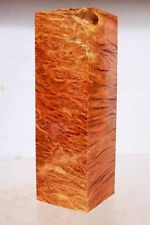
Taco de madera

En general, se llama taco a cualquier pedazo de madera corto y grueso.

## Náutica
En náutica, tiene varios significados:
- Zoquete o pedazo redondo de madera con que se tapan los escobenes por la parte interior del buque para que no entre el agua al sumergir la proa en las cabezadas. Se llama taco de escobén.
- Pedazo de madera con que a modo de cuña se aprietan algunas trincas como los que se ponen a las del bauprés, a las reatas de los palos mayores, etc.
- Taco de linguete: trozo de madera clavado sobre la cubierta para afirmar los linguetes de los cabrestantes.
- Taco de proa: pieza que a veces suele agregarse al codillo de proa de la quilla para aumentar la especie de pala que allí forma el pie de roda a fin de oponer mayor resistencia a la deriva en la embarcación defectuosa en esta parte y es lo que en algunos sitios llaman talón o zapata.
- Taco de entre bandas: cualquiera de los macizos de madera con que se rellena el sitio que hay entre una y otra curva-banda
- Taco azufrado: el que bañado de este mineral combustible, se introducía en las piezas de artillería para atacarlas, cuando se estaba a tiro de pistola con el objeto de incendiar al enemigo.